# Cantón de Lassigny
El cantón de Lassigny era una división administrativa francesa, que estaba situada en el departamento de Oise y la región de Picardía.

## Composición
El cantón estaba formado por veintidós comunas:
- Amy
- Avricourt
- Beaulieu-les-Fontaines
- Candor
- Cannectancourt
- Canny-sur-Matz
- Crapeaumesnil
- Cuy
- Dives
- Écuvilly
- Élincourt-Sainte-Marguerite
- Évricourt
- Fresnières
- Gury
- Laberlière
- Lagny
- Lassigny
- Mareuil-la-Motte
- Margny-aux-Cerises
- Plessis-de-Roye
- Roye-sur-Matz
- Thiescourt

## Supresión del cantón de Lassigny
En aplicación del Decreto n.º 2014-196 de 20 de febrero de 2014, el cantón de Lassigny fue suprimido el 22 de marzo de 2015 y sus 22 comunas pasaron a formar parte del nuevo cantón de Thourotte.